# Cornelius Lucas
Cornelius Lucas (New Orleans, 18 luglio 1991) è un giocatore di football americano statunitense che milita nel ruolo di offensive tackle per il Washington Football Team della National Football League (NFL). Al college giocò a football alla Kansas State University.

## Carriera professionistica

### Detroit Lions
Dopo non essere stato scelto nel Draft NFL 2014, Lucas firmò coi Detroit Lions. Debuttò come professionista subentrando nella sconfitta della settimana 2 contro i Carolina Panthers. Fu svincolato il 3 settembre 2017.

### Los Angeles Rams
Il 12 settembre 2017 Lucas firmò con i Los Angeles Rams.

### Chicago Bears
Il 23 gennaio 2019, Lucas firmò con i Chicago Bears.